# Javakuckuck

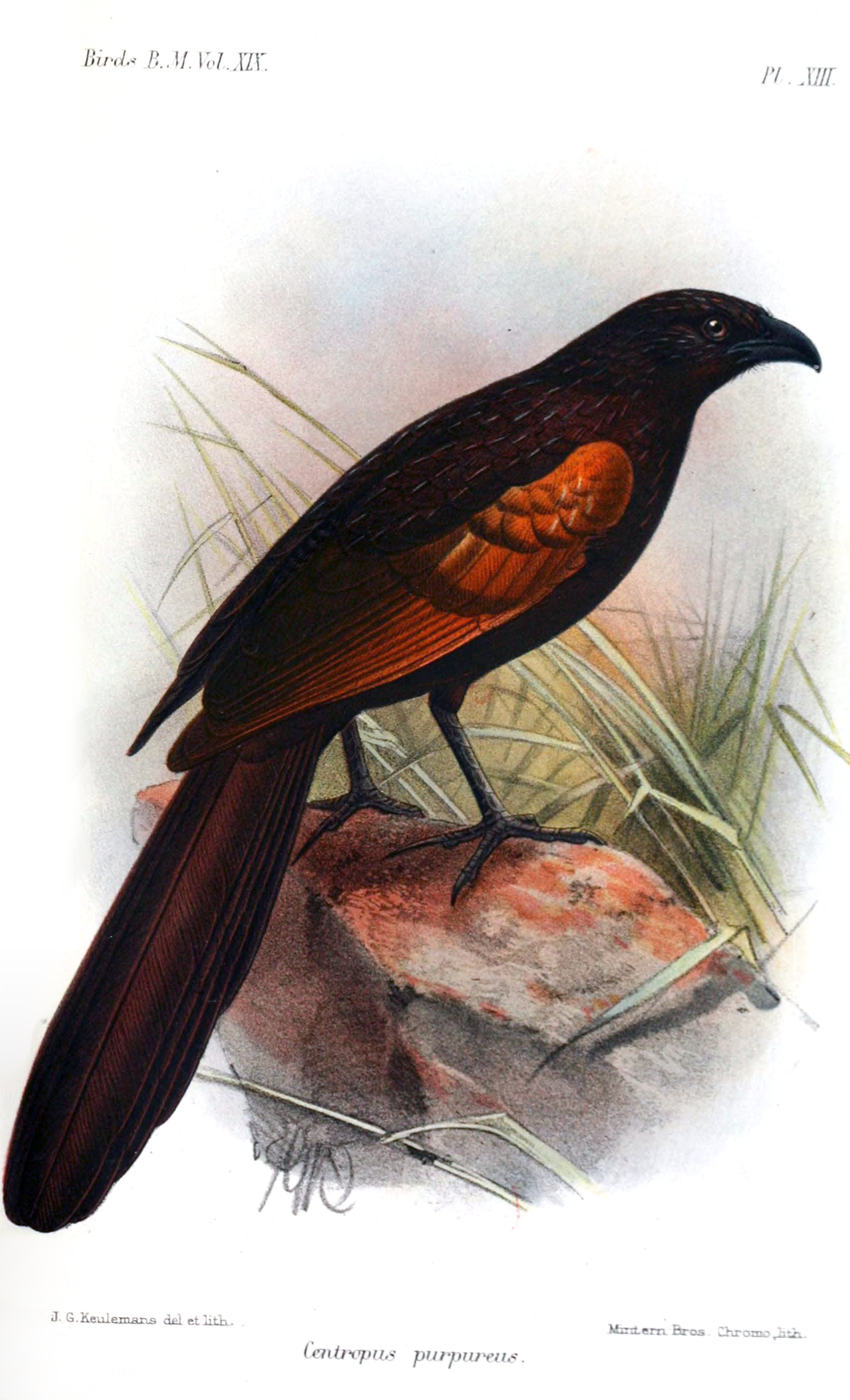
Javakuckuck

Der Javakuckuck oder Sundakuckuck (Centropus nigrorufus) gehört zur Ordnung der Kuckucksvögel (Cuculiformes) und zur Familie der Kuckucke (Cuculidae).
Der Javakuckuck kommt ausschließlich auf Java vor und ist ein Standvogel. Wie viele Arten der Kuckucke ist er kein obligatorischer Brutschmarotzer und zieht seinen Nachwuchs selber groß.
Der Javakuckuck ist in Teilen seines Verbreitungsgebietes verschwunden. Seine Bestandssituation wird mit Vu (=vulnerable – gefährdet) angegeben.

## Merkmale
Javakuckucke erreichen eine Körperlänge von 46 Zentimeter. Auf den Schwanz entfallen bei den Männchen rund 20 Zentimeter, bei den Weibchen 25 Zentimeter. Im Vergleich zur Körpergröße sind sie damit vergleichsweise langschwänzig. Auf den kräftigen Schnabel entfallen vier Zentimeter.
Es besteht kein Geschlechtsdimorphismus. Das Körpergefieder ist schwarz, ebenso Kopf und Hals. Die Schwungfedern und die kleinen Flügeldecken sind auf der Außenfahne leuchtend rotbraun.
Die Iris ist bei beiden Geschlechtern rot, der Schnabel, die Beine und die Füße sind schwarz.
Verwechslungsmöglichkeiten bestehen mit dem nah verwandten Heckenkuckuck, dieser weist jedoch auf den Flügeln keinerlei Schwarz auf. Der Bengalenkuckuck ist kleiner und auch auf dem unteren Rücken und dem Bürzel braun.

## Verbreitungsgebiet und Lebensraum
Der Javakuckuck kommt vermutlich ausschließlich auf Java vor. Ein vermutetes Vorkommen auf Sumatra basiert auf einem einzelnen gehandelten Vogelbalg zweifelhafter Abstammung und nicht bestätigten Sichtungen. Auf Java ist das Verbreitungsgebiet disjunkt. Die meisten Beobachtungen stammen aus dem Nordwesten der Insel, einige wenige aus dem Süden.
Der Lebensraum sind Mangroven und Feuchtgebiete entlang der Küste. Er kommt auch in Offenlandschaften mit hohem Gras in der Nähe von Mangroven vor. Vermutlich ist dies jedoch ein sekundärer Lebensraum, der für den Fortbestand der Art ohne Bedeutung ist. Während der Regenzeit ist er auch entlang überfluteter Waldränder und Zuckerrohrplantagen zu finden.

## Lebensweise
Der Javakuckuck ist vermutlich omnivor. Er frisst Kurzfühlerschrecken, Raupen, Käfer, große Motten, Schmetterlingspuppen, Libellen, Zikaden und anderen große Schnabelkerfen.
Das Fortpflanzungsverhalten des Javakuckucks ist noch nicht abschließend untersucht. Eier wurden auf Java im Zeitraum Januar bis März sowie im Juni gefunden. Das Gelege umfasst zwischen einem und drei Eier. Weitere Daten über die Aufzucht der Jungvögel sind nicht bekannt.

## Bestandssituation
Ein großer Teil der Feuchtgebiete Javas wurde in Reisfelder, Teiche zur Aufzucht von Garnelen und Industriegebiete umgewandelt. Der Javakuckuck hat dadurch Teile seines Lebensraumes verloren und ist entsprechend in Regionen verschwunden, in denen er ursprünglich heimisch war.

## Einzelbelege
1. ↑  Factsheet auf BirdLife International
2. 1 2 3 4  Erhitzøe, Mann, Brammer, Fuller: Cuckoos of the World. S. 178.